# Nandy
 Nandy  es una población y comuna francesa, en la región de Isla de Francia, departamento de Sena y Marne, en el distrito de Melun y cantón de Savigny-le-Temple.

## Demografía
| 397 | 349 | 327 | 1548 | 5429 | 6159 |
| Para los censos de 1962 a 1999 la población legal corresponde a la población sin duplicidades (Fuente: INSEE [Consultar]) |     |     |      |      |      |